# Roberto Daolio
Roberto Daolio (Correggio, 16 giugno 1948 – Bologna, 29 giugno 2013) è stato un critico d'arte italiano.

## Biografia
Nasce e cresce a Correggio, dove frequenta l'Istituto tecnico Luigi Einaudi, alternando agli studi lavori saltuari presso piccole gallerie locali. Dopo il diploma, nel 1971 si trasferisce a Bologna per studiare al DAMS; tra i suoi insegnanti Umberto Eco, Flavio Caroli, Andrea Emiliani e Renato Barilli, con cui nel 1976 si laurea in Storia dell'arte contemporanea con una tesi sull'arte del comportamento. Nel 1977 diventa docente di Antropologia culturale presso l'Accademia di Belle Arti di Bologna, cattedra che ha tenuto fino al 2012. In parallelo alla sua attività di professore porta avanti un'intensa attività di critico e curatore. Come talent-scout ha scoperto e sostenuto numerosi giovani artisti prima che facessero il loro ingresso nel mercato dell'arte. Ha curato numerose mostre nazionali e internazionali collaborando con il MoMA PS1, la Biennale di Venezia, la Fondazione Sandretto Re Rebaudengo, la Fondazione Antonio Ratti, il MAMbo, ViaFarini, Careof. Muore nel 2013 all'Hospice di Bentivoglio, presso Bologna.

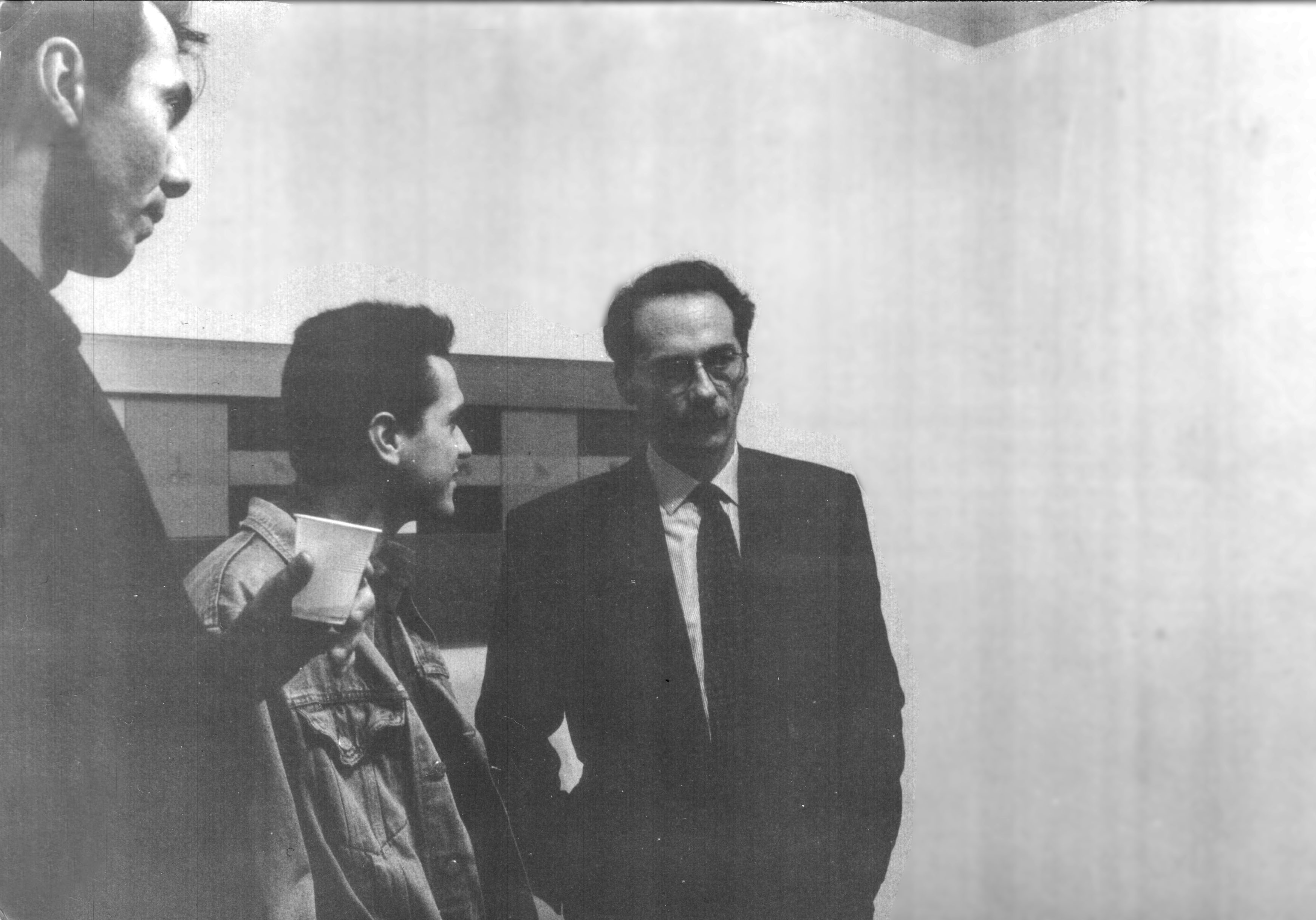
Roberto Daolio e due artisti alla Galleria NEON di Bologna, primi anni '90

### Gli anni della formazione
Tra gli importanti sviluppi delle ricerche e delle tecniche di disvelamento e di recupero delle valenze estetiche del corpo, sono da riconoscere anche quelle manifestazioni di ridondante ambiguità che affidano al potenziale espressivo ed enigmatico dei simboli la loro più efficace espressione. Dalla relazione tra il simbolo e la cosa stessa, oltre ad un grado di straniamento direttamente proporzionale alla presenza o meno di una chiave interpretativa comune, possono nascere quei processi connotativi liberi e disinvolti che hanno la capacità di rimandare continuamente l’articolarsi della significazione.
 Nella seconda metà degli anni Settanta il critico focalizza i propri interessi verso gli esiti concettuali e performativi che dalla fine degli anni Sessanta, con l'attenuarsi della spinta dell'Informale, stavano prendendo piede attraverso movimenti vari e diversificati. Sempre attento a ogni forma di espressione artistica, cura sempre una forte passione per cinema e teatro, seguendo le attività, tra le altre, della Compagnia degli Associati (in cui lavoravano artisti come Piera degli Esposti) e de La Ribalta di Leo de Berardinis.
Fondamentale per lo sviluppo del suo pensiero critico è il contatto con lo "Studio Bentivoglio", nato a Bologna nel 1965, che univa un gruppo di artisti attenti alle istanze più contemporanee tra cui Vasco Bendini, Pier Paolo Calzolari e Luigi Ontani. Bologna è in quegli anni un nodo fondamentale per le ricerche più avanzate di arte contemporanea, come la mostra di Arte Povera, tenuta nel febbraio del 1968 alla Galleria De' Foscherari, a cura di Renato Barilli e Concetto Pozzati. Nel corso degli studi universitari Roberto Daolio convive con l'artista Marcello Jori e la sua compagna e il loro appartamento diventa un fondamentale crocevia delle personalità più originali del panorama artistico e letterario emiliano (e non solo), da Andrea Pazienza a Pier Vittorio Tondelli. Dal 1983 al 1984 Daolio condivide l'appartamento proprio con lo scrittore suo conterraneo, vivendo in prima persona la genesi del suo lavoro (Daolio sarà il primo nel 1980 a leggere la bozza del controverso Altri libertini).
Dopo la laurea inizia la sua collaborazione con Renato Barilli; in questi anni stringe un forte rapporto professionale e amicale con Francesca Alinovi. Fra il 1977 e il 1982 cura con entrambi e insieme a Marilena Pasquali e Franco Solmi la Settimana Internazionale della Performance, che apre le porte della GAM - Galleria Comunale di Arte Moderna di Bologna a questo nuovo linguaggio dell'arte e vede la partecipazione di numerosi artisti italiani e stranieri, fra i primi a sperimentare la body art e la performance. Fra questi Vito Acconci, Vincenzo Agnetti, Hermann Nitsch, Luigi Ontani, Marina Abramovic e Ulay.

### Critica e curatela
Negli anni '80, insieme a Renato Barilli e Francesca Alinovi contribuisce all'attività dei Nuovi-nuovi e collabora con la galleria Neon diretta da Gino Gianuizzi, spazio indipendente dedito attivamente alla crescita, alla promozione e al consolidamento di numerosi giovani artisti. Una delle prime mostre curate da Daolio alla Neon, insieme con quelle di Eva Marisaldi e di Alessandro Pessoli, già suoi studenti all'Accademia, è stata una personale di Maurizio Cattelan, già approdato alla Neon in occasione di una precedente mostra collettiva. Nel 1991 con Adriano Baccilieri, Walter Guadagnini e Dario Trento è nel comitato ordinatore della mostra Nuova Officina Bolognese, promossa dalla GAM sotto la direzione di Pier Giovanni Castagnoli; la mostra vede la partecipazione di Philippa Helen Armstrong, Francesco Bernardi, Luca Caccioni, Walter Cascio, Cuoghi Corsello, Elisabeth Hölzl, Igort, Gabriele Lamberti, Andrea Manetti, Michele Mariano, Eva Marisaldi, Flavio Marziano, Alessandro Pessoli, Andrea Renzini, Toni Romanelli, Maria Grazia Toderi.
Dal 1995, con Chiara Bertola, Claudio Marra, Claudio Spadoni e Alessandra Vaccari, e con il coordinamento di Dede Auregli, fa parte della commissione di Spazio Aperto alla GAM di Bologna, partecipando alla realizzazione di mostre di artisti tra cui Cuoghi Corsello, Francesco Bernardi, Emilio Fantin, Eva Marisaldi, Robert Smithson, Cristiano Pintaldi, Francesco Vezzoli, Ottonella Mocellin.
Roberto Daolio ha collaborato regolarmente e per molti anni con la rivista Flash Art, per la quale ha scritto articoli e recensioni di mostre. Ha collaborato anche con la rivista Artforum.

### Arte nello spazio pubblico
Intervenire con l'arte negli spazi pubblici e sempre un po' un momento di verifica dello stato delle cose. Dai rapporti con la tecnocrazia alle forme di relazione interpersonale, dai nodi e dagli snodi delle collaborazioni necessarie alle configurazioni e dinamiche con l'habitus e l'abitare. Ed è un momento nel quale, anche solo nella fase progettuale, la realtà esterna filtra permeando di sé scelte e conseguenze delle azioni.
 Dal 1997 al 2005 con Mili Romano, artista e collega all’Accademia di Belle Arti, ha organizzato ogni anno, in coincidenza con la ricorrenza dell'attentato del 2 Agosto 1980, l'evento Accademia in Stazione, in collaborazione con l’Associazione famigliari vittime della strage del 2 Agosto, portando le installazioni temporanee e gli interventi performativi degli studenti dell'Accademia proprio nel luogo che fu teatro dell'atto terroristico, per coltivare la memoria, facendola rivivere, senza retorica e senza enfasi, attraverso i vari linguaggi dell'arte contemporanea. La stretta collaborazione con Mili Romano è proseguita fino al 2013, focalizzando l'attenzione sui metodi e sulle pratiche artistiche negli spazi pubblici anche attraverso corsi e laboratori teorico-pratici presso l'Accademia di Belle Arti di Bologna.
Nel 2004 presso Spazio Aperto, GAM Bologna, Roberto Daolio cura la mostra SPA. Salus Per L'Arte, un progetto mirato all'inserimento di interventi-opere di alcuni artisti all'interno del nuovo reparto di oncologia infantile dell'Ospedale Sant'Orsola di Bologna (progetti di Silvia Cini, Emilio Fantin, Claudia Losi, Eva Marisaldi, Sabrina Mezzaqui, Sabrina Torelli, Marco Vaglieri).
Nel 2005 partecipa, insieme all'allora Direttore della GAM Bologna Peter Weiermair, Dede Auregli, Mario Lupano, Piero Orlandi e Mili Romano alla giuria selezionatrice del Progetto IdeARTe, finalizzato alla realizzazione di un'opera per il parco della nuova sede della GAM ( che sarebbe poi diventata il MAMbo, Museo di Arte Moderna di Bologna) all'interno della Manifattura delle Arti dove collocare le opere da esterno parte della collezione del museo e altre site-specific: gli artisti invitati a partecipare sono Alessandra Andrini, Paolo Bertocchi, Emilio Fantin, Andrea Fogli, Armin Linke, Eva Marisaldi (vincitrice con il progetto AA. VV.) e Marco Samorè.
Dal 2003 al 2007 Roberto Daolio ha curato ogni anno il progetto Ad'a Area d'azione presso la Rocca Sforzesca di Imola, dove negli spazi storici del castello e nell'area esterna giovani artisti insieme con artisti già consolidati hanno presentato interventi di arte contemporanea, installazioni, performance, lavori audio-video.
Negli ultimi anni di vita ha collaborato con il network "Little Constellation", una rete internazionale di arte contemporanea creata nella Repubblica di San Marino da Rita Canarezza e Pier Paolo Coro, volta a favorire la crescita della ricerca artistica nei piccoli Paesi Stati d'Europa e lo scambio e lo sviluppo internazionale dell'arte contemporanea.

### Premi
Nel 1983, dopo l'omicidio di Francesca Alinovi, collega, amica, ricercatrice e critico d'arte, Roberto Daolio e Renato Barilli, con Franco Quadri e Alessandro Mendini hanno dato vita al Premio Alinovi; dopo la morte del critico, il nome del premio è stato cambiato in Premio Alinovi Daolio.
Nel 2014 l'Accademia di Belle Arti di  Bologna, rispondendo al desiderio del fratello Stefano e del compagno Antonio, insieme con la rete "Little Constellation", ha costituito il premio Plutôt la vie… Plutôt la ville. Premio Roberto Daolio per l'arte pubblica, che viene ogni anno assegnato a due studenti della stessa Accademia per progetti contestuali, relazionali e site-specific. Il premio prende il nome da un workshop tenuto da Roberto Daolio e Mili Romano all'Université Paris 8 nel giugno del 2000 all'interno del progetto internazionale La sculture dans la ville; ad esso parteciparono i giovani allievi italiani in residenza Alessandra Andrini, Paolo Bertocchi, Vanessa Chimera, Elisa Laraia, Sandrine Nicoletta e Sissi; l'anno successivo venne organizzata alla galleria Neon la mostra omonima con la documentazione dei progetti realizzati in Francia.
I progetti vincitori della prima edizione 2014 sono stati InContext, di Keita Nakasone e Alauda di Natália Trejbalová; per la seconda edizione 2015, Viva Voce, di Barbara Baroncini, Laura Bisotti, Simona Paladino, Gabriella Presutto e Cosa è per voi l'abitare? di Mimì Enna; nella terza edizione 2016 i premiati sono stati Spazi ideali itineranti di Flavio Pacino e Co-strizioni in corso (The Pinch Headphones) di Alena Tonelli. La prima edizione del Premio ha dato luogo al catalogo Plutôt la vie… Plutôt la ville. Premio Roberto Daolio I edizione, edito da Fausto Lupetti col sostegno dell'Accademia di Belle Arti di Bologna. In seguito alla terza edizione del Premio è stato pubblicato un secondo volume, sempre a cura di Maria Rita Bentini, Gino Gianuizzi e Mili Romano che raccoglie contributi di amici e colleghi di Roberto Daolio, insieme ai progetti e alla documentazione dei vincitori della seconda e della terza edizione. Il volume documenta anche i workshop tenuti tra il 2016 e il 2017 per alimentare la ricerca sull'arte pubblica in Accademia, progetti collaterali a cui hanno partecipato gli artisti M+M, Dörte Meyer, Claudia Losi e Wolfgang Weileder.

### Collezione
Dal febbraio del 2017 è in corso di acquisizione al MAMbo di Bologna la collezione di Roberto Daolio, composta da lavori regalati da numerosi artisti nel corso degli anni. La collezione comprende, tra le altre, opere di Alessandra Andrini, Luciano Bartolini, Paolo Bertocchi, Bertozzi & Casoni, Anna Valeria Borsari, Annalisa Cattani, Maurizio Cattelan, Vanessa Chimera, Cuoghi Corsello, Patrizia Giambi, Marcello Jori, Piero Manai, Eva Marisaldi, Sabrina Mezzaqui, Chiara Pergola, Alessandro Pessoli, Andrea Renzini, Roberto Remi, Mili Romano, Alessandra Tesi.
In occasione della donazione da parte della famiglia del critico, che ha messo a disposizione anche l'archivio composto di appunti e testimonianze del suo lavoro, il MAMbo ha realizzato la mostra Roberto Daolio. Vita e incontri di un critico d'arte attraverso le opere di una collezione non intenzionale (8 dicembre 2017 - 6 maggio 2018) a cura di Uliana Zanetti, in cui era presente una selezione delle opere acquisite corredate da materiale documentale dal 1977 ad oggi.